# Myopa cincta
Myopa cincta är en tvåvingeart som beskrevs av Fabricius 1794. Myopa cincta ingår i släktet Myopa och familjen stekelflugor. Inga underarter finns listade i Catalogue of Life.